# Lasni mešiček
Lasni mešiček ali lasni folikel je globoka ozka ugreznina pokožnice in usnjice iz notranje in zunanje lasne ovojnice ter vezivne lasne ovojnice, ki vsebuje lasno korenino, vanjo pa se izlivajo lojnice in ponekod dišavnice.

## Razvoj
Pri sesalcih se lasni mešički tvorijo že pred rojstvom in se kasneje v življenju njihovo število več ne povečuje. Sicer je tvorba novih mešičkov v določenih razmerah mogoča, na primer pri odrasli srnjadi na novo zraslih rogovih. Torej se morfološki razvoj konča že pri plodu, vendar pa so vse življenje lasni mešički podvrženi ciklusu – dlaka raste, nato se rast ustavi in mešiček preide v fazo regresije, sledi mirovanje in naposled dlaka izpade; kasneje se začne novi cikel. S tem lasni mešički izkazujejo sposobnost za popolno regeneracijo, ki pa jo omogočajo posebne sestavine epitelija in mezenhima ter interakcije med njimi. Odkrili so določene molekulske signale, ki so pri tem udeleženi; vključeni so geni, pomembni tudi v drugih regenerirajočih sistemih, na primer geni za rastni dejavnik fibroblastov, transformirajoči rastni dejavnik β, nevtrofine ...